# 魔兽世界：地心之战
《魔兽世界：地心之战》是大型多人在线角色扮演游戏魔兽世界的第十部资料片。该资料片于2023年11月官宣 ，并于2024年8月26日正式上線。 魔兽世界：地心之战由魔兽系列的执行创意总监克里斯·梅森主持開發。 